# Carebara ampla
Carebara ampla é uma espécie de inseto do gênero Carebara, pertencente à família Formicidae.